# Spirigera concentrica
Espèce
Spirigera concentrica est une espèce éteinte de brachiopodes. Elle a vécu en Europe, en Amérique du Nord et en Indonésie au cours du Permien et du Trias, il y a environ entre 272 et 201 Ma (millions d'années).
Le genre Spirigera ne doit pas être confondu avec le genre éteint de gastéropodes marins Spinigera.